# 嘉義公車捷運
| 嘉義BRT 嘉義公車捷運 Chiayi Bus Rapid Transit | 嘉義BRT 嘉義公車捷運 Chiayi Bus Rapid Transit |
| --------------------------------------------- | --------------------------------------------- |
| 運営の地方                                    | 台湾 嘉義市・嘉義県                           |
| 種別                                          | バス・ラピッド・トランジット                  |
| 運営開始の時間                                | 2007年1月5日～                                |
| 路線                                          | 3（本線1・連絡線2-全ての路線直通運転）        |
| バス停                                        | 19                                            |
| 本線                                          | 嘉義駅西口 - 高鐵嘉義站                       |
| 他の線                                        | 嘉義市内連絡線・ 朴子市内連絡線               |
| 主要バス停                                    | 嘉義駅西口・高鐵嘉義站                        |
| 運営会社                                      | 嘉義客運                                      |
| 運賃                                          | 対距離制                                      |
| 公式サイト                                    | www.cibus.com.tw                              |

嘉義公車捷運（かぎこうしゃしょううん、英語: Chiayi Bus Rapid Transit）、通称：嘉義BRTは台湾の嘉義県と嘉義市で運行されているバス・ラピッド・トランジット。「公車」は台湾での中国語表記で主に市街バスを意味する「公共汽車」の略語。台湾で初めて導入されたBRT（Bus Rapid Transit）で、将来的に乗客が増加した場合はライトレールや地下鉄へ転換することが嘉義市街鉄道高架化計画で計画されている。嘉義BRTは高鐵嘉義駅と台鐵嘉義駅および嘉義市街地の通勤客の輸送を目的としており、バスレーンが設置され、通常のバスよりバス停の数が少なく、専用のバス停や優先信号、ノンステップバスの採用などを行っている。2008年1月31日運営開始(2007年1月5日先行営業開始)で、嘉義客運が運行している。

## 歴史
2005年
- 交通部公路総局が運営会社を募集する。

2007年

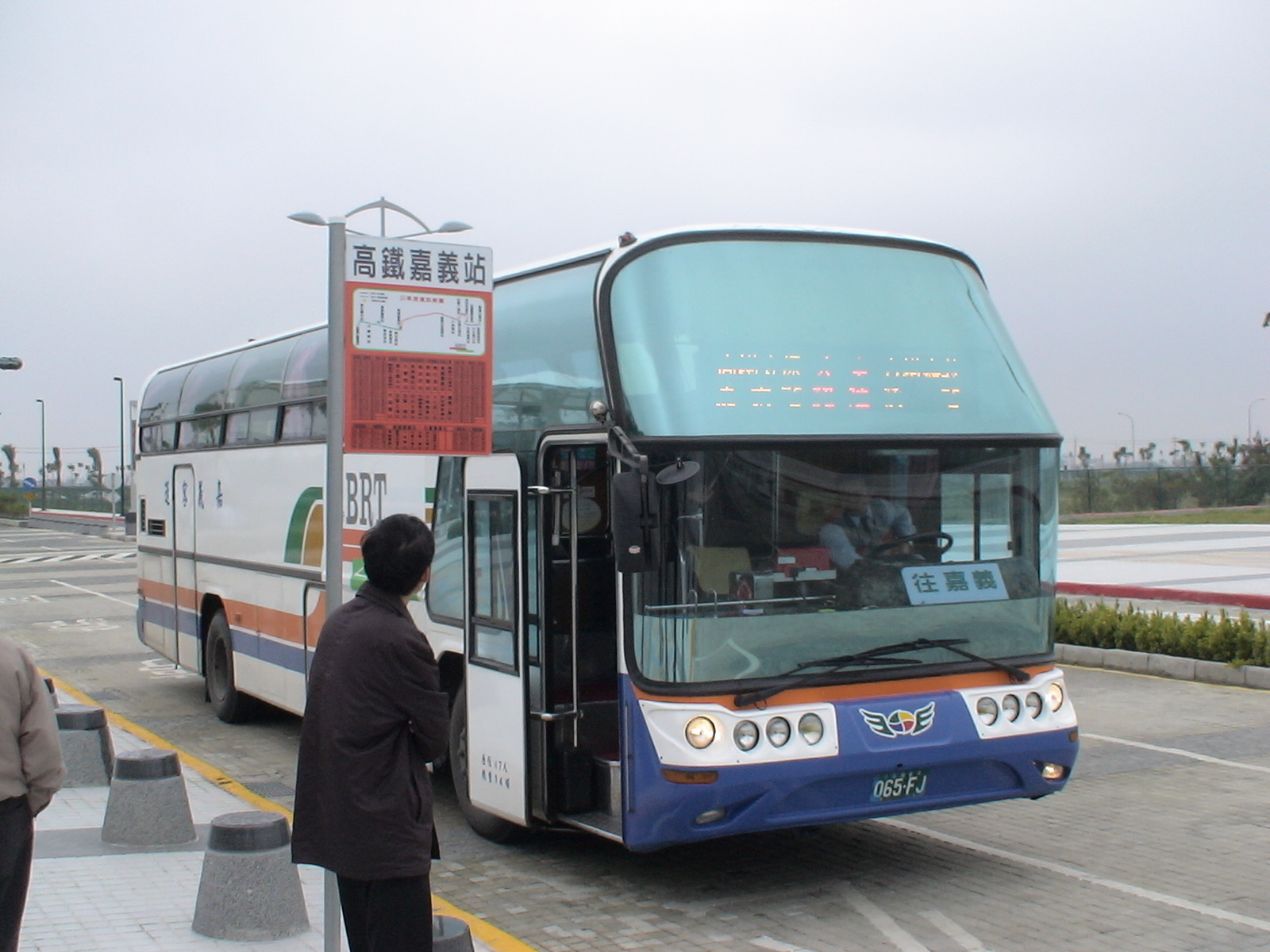
先行営業開始時の嘉義BRTのバス停とバス

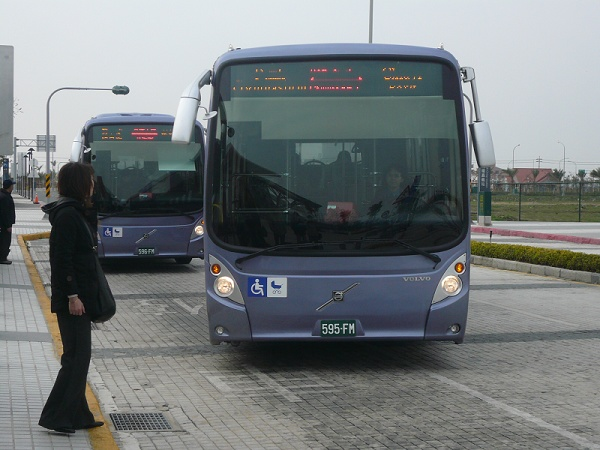
初代嘉義BRT専用車、ボルボB7RLEノンステップバス

- 1月5日 - 台湾高速鉄道の開業に合わせて暫定運行を開始した。暫定運行の時点では専用施設、バスレーン、優先信号は設置されず、通常の車両で運行されるため、BRTの速達性と定時性が十分に発揮されなかった。

2008年
- 1月31日 - 嘉義BRTの関連設備システムが正式運用となり、嘉義市自由友愛バス停と高鐵嘉義駅間で運営が開始された。バスレーン、ノンステップバス、専用バス停、優先信号、バスロケーションシステム、高度道路交通システム（ITS）を備える台湾で最初のBRTとなった[2]。
- 5月4日 - 高鐵嘉義駅の連絡BRT計画において、嘉義県区間の道路及びバス停の施工を国大営造工程有限公司が落札した。

2010年
- 累計の乗客数が100万人を突破、一日あたりの平均利用客数は2000人。

2013年
- 累計の乗客数が120万人を突破。

## 運営

### 7211線 嘉義県立体育館 - 嘉義公園
毎日5:50-23:30、20-30分間隔で運転。合計45往復。
経由：嘉義県立体育館 —朴子市四維路—県道168号—長庚紀念病院—嘉義県政府—高鉄嘉義駅—台18線—嘉義市世賢路—自由路—友忠路—中興路—台鉄嘉義後駅—博愛路—嘉雄陸橋—新民路—垂楊路—啓明路—嘉義公園

### 7212線 故宮南院 - 高鉄嘉義駅 - 台鉄嘉義站後站 - 宏仁女中
毎日5:30-1750/1820、合計11（故宮南院行）/12（故宮南院行）往復。日、土21（故宮南院行）/22（故宮南院行）往復。 
経由：故宮南院—高鉄嘉義駅—台18線—嘉義市世賢路—自由路—友忠路—中興路—台鉄嘉義站後站(TRA嘉義駅)—宏仁女中

## 停留場一覧
| 路線                     | 停留場名                      | 停留場名         | 停留場名                                                                       | 接続路線                                        | 所在地 | 所在地       |
| 路線                     | 日本語                        | 繁体字中国語     | 英語                                                                           | 接続路線                                        | 所在地 | 所在地       |
| ------------------------ | ----------------------------- | ---------------- | ------------------------------------------------------------------------------ | ----------------------------------------------- | ------ | ------------ |
| 嘉義公車捷運             |                               |                  |                                                                                |                                                 |        |              |
| Chiayi Bus Rapid Transit |                               |                  |                                                                                |                                                 |        |              |
| 朴子市街連絡線           | 嘉義県立体育館                | 嘉義縣立體育館   | Chiayi County Stadium                                                          |                                                 | 嘉義県 | 朴子市       |
| 朴子市街連絡線           | 東石高中 （東行・嘉義市方面） | 東石高中         | Dongshi Senior High School                                                     |                                                 | 嘉義県 | 朴子市       |
| 朴子市街連絡線           | 東石国中 （西行・朴子方面）   | 東石國中         | Dongshi Junior High School                                                     |                                                 | 嘉義県 | 朴子市       |
| 朴子市街連絡線           | 大槺榔                        | 大槺榔           | Dakanglang                                                                     |                                                 | 嘉義県 | 朴子市       |
| 朴子市街連絡線           | 長庚医院                      | 長庚醫院         | Chang Gung Memorial Hospital                                                   |                                                 | 嘉義県 | 朴子市       |
| 朴子市街連絡線           | 長庚医院新                    | 長庚醫院新       | Chang Gung Memorial Hospital 1(放送は長庚医院と同じ）                          |                                                 | 嘉義県 | 朴子市       |
| 朴子市街連絡線           | 県政府                        | 縣政府           | Chiayi County Hall                                                             | 太保市                                          | 嘉義県 |              |
| 朴子市街連絡線           | 東勢寮                        | 東勢寮           | Dongshiliao                                                                    | 太保市                                          | 嘉義県 |              |
| 朴子市街連絡線           | 崙仔頂                        | 崙仔頂           | Lunziding                                                                      | 太保市                                          | 嘉義県 |              |
| 本線                     | 高鉄嘉義駅                    | 高鐵嘉義站       | HSR Chiayi Station                                                             | 太保市                                          | 嘉義県 | 台湾高速鉄道 |
| 本線                     | 嘉義交流道東                  | 嘉義交流道東     | Chiayi Interchange E.（車内放送はChiayi Jiaolioudao(ICの中国語) East Station） |                                                 | 嘉義市 | 西区         |
| 本線                     | 大渓厝                        | 大溪厝           | Daxicuo                                                                        |                                                 | 嘉義市 | 西区         |
| 本線                     | 世賢北港                      | 世賢北港         | ShiXian BeiGang                                                                |                                                 | 嘉義市 | 西区         |
| 本線                     | 世賢八徳                      | 世賢八德         | ShiXian BaDe                                                                   |                                                 | 嘉義市 | 西区         |
| 本線                     | 自由友愛                      | 自由友愛         | ZiYou YouAi                                                                    |                                                 | 嘉義市 | 西区         |
| 本線                     | 台鉄嘉義駅後駅 （嘉義駅西口） | 臺鐵嘉義車站後站 | Chiayi Railway Station Back Entrance（車内放送）                               | 台湾鉄路管理局：縦貫線 阿里山森林鉄道：阿里山線 | 嘉義市 | 西区         |
| 嘉義市街連絡線           | 新光三越遠東                  | 新光三越遠東     | Shinkong Mitsukoshi Far Eastern                                                |                                                 | 嘉義市 | 西区         |
| 嘉義市街連絡線           | 文化路口                      | 文化路口         | WenHua Rd. Entrance（車内放送）                                                |                                                 | 嘉義市 | 西区         |
| 嘉義市街連絡線           | 文化路口                      | 文化路口         | WenHua Rd. Entrance（車内放送）                                                | 東区                                            | 嘉義市 |              |
| 嘉義市街連絡線           | 民族停車場                    | 民族停車場       | MinZu Parking Lot                                                              |                                                 | 嘉義市 |              |
| 嘉義市街連絡線           | 嘉義公園                      | 嘉義公園         | Chiayi Park                                                                    |                                                 | 嘉義市 |              |

- 朴子市街連絡線は9.22キロメートル・主線15.71キロメートル・嘉義市街連絡線は4.72キロメートル、全線の長さは29.65キロメートル。

## 系統設備

### 優先信号
| | |
| - 高鉄大道と埤竹路の交差点（嘉義IC東） - 高鉄大道9K+400 - 高鉄大道10K+300 - 高鉄大道10K+734 - 高鉄大道と大渓厝路の交差点 | - 高鉄大道と世賢路の交差点 - 世賢路と北港路の交差点（未供用） - 世賢路と竹囲路の交差点 - 世賢路と四維路の交差点 - 世賢路と竹囲四路の交差点 |

### 利用できる電子マネー
- 一卡通
- 悠遊卡

## 車両

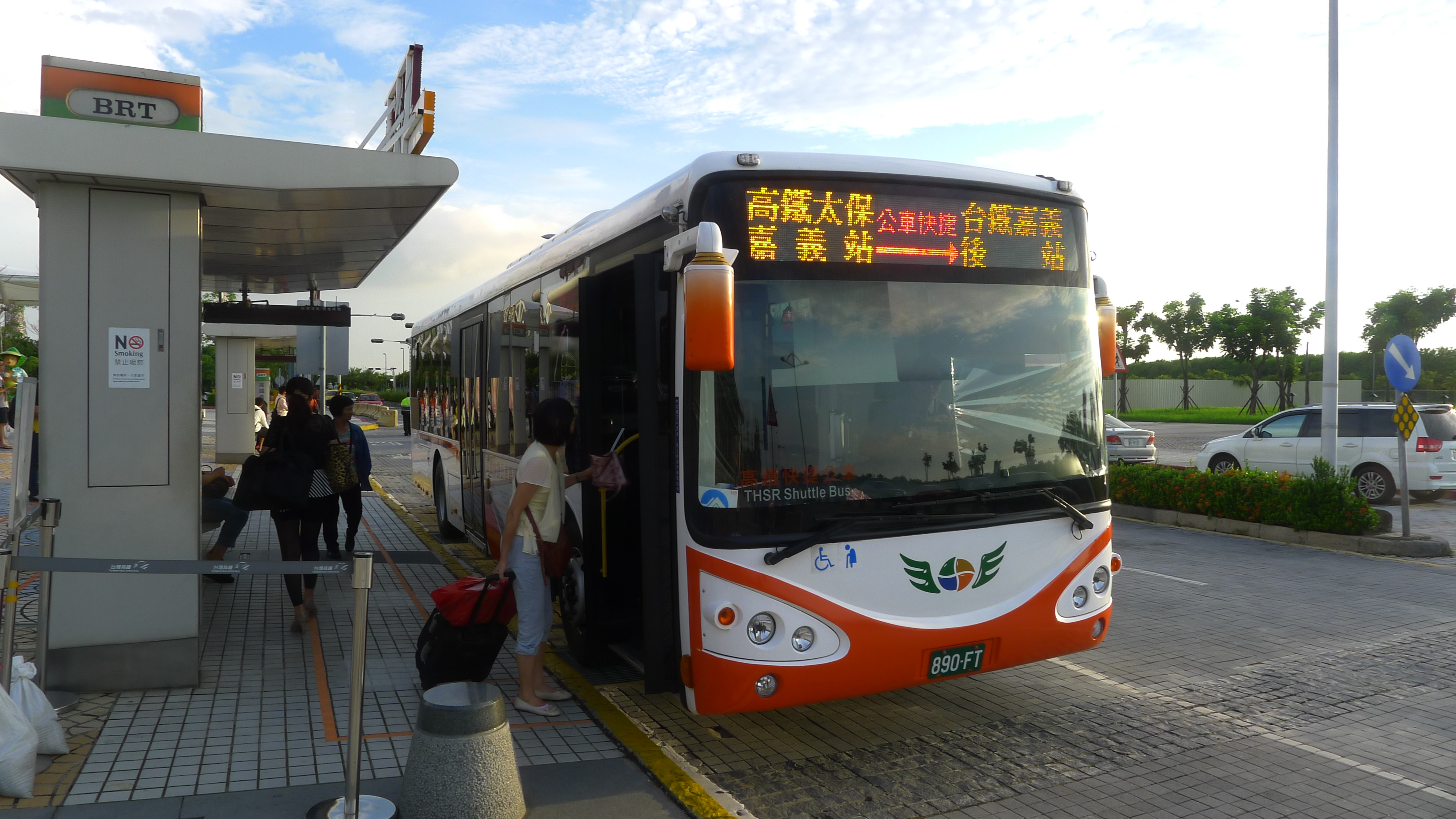
嘉義BRTの申沃(Sunwin)低床バス-高鉄嘉義駅

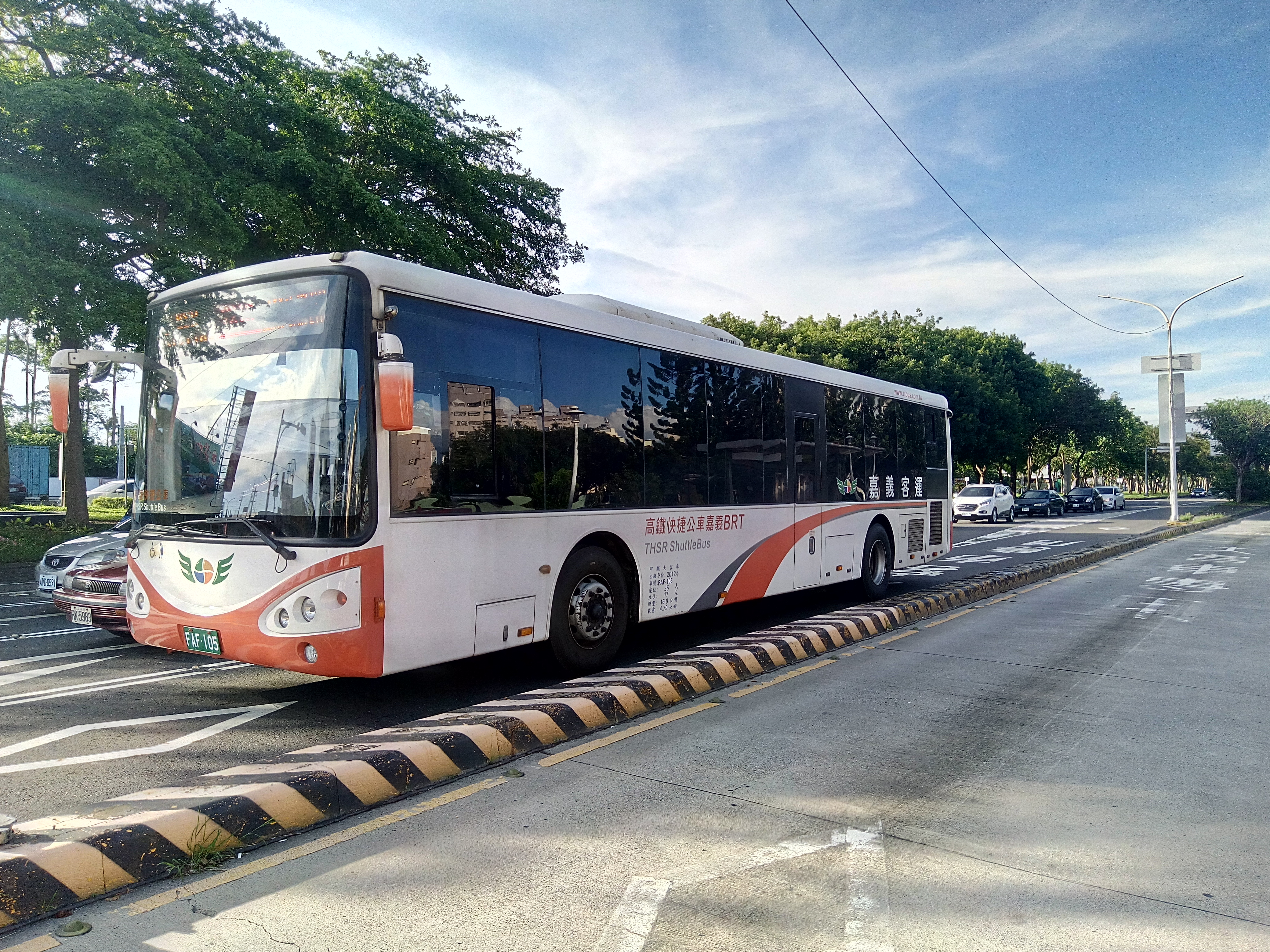
嘉義BRTの申沃(Sunwin)低床バス-世賢北港駅

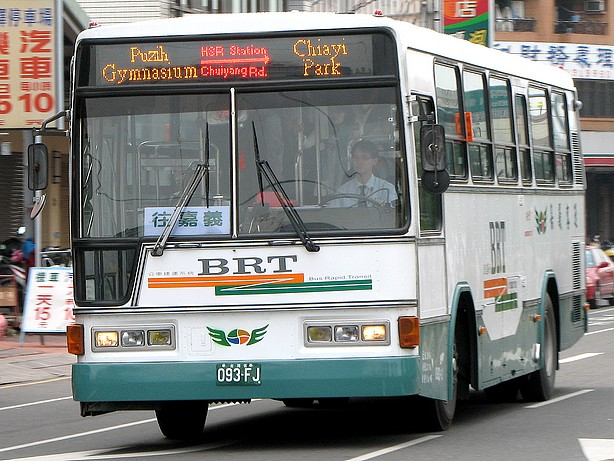
当初の嘉義BRTのバス（元大南汽車の車両）

運営開始時は観光バスや台北聯営バスからの中古車を使用し、塗装や装備を嘉義BRT用に変更して運用していた。
その後の計画でノンステップバスの導入が決定され、現在は全車両がノンステップバスで運行されている。
- 日野自動車 HS8JRVL-UTF
  - 2017年:230-U9~233-U9、235-U9、236-U9
  - 2018年:266-U9~272-U9